# Asymphorodes xestophanes
Asymphorodes xestophanes is een vlinder uit de familie van de prachtmotten (Cosmopterigidae). De wetenschappelijke naam van de soort is voor het eerst geldig gepubliceerd in 1934 door Meyrick.